# Ћирило Солунски
Константин Филозоф (грч. Κωνσταντίνος), познатији као Свети Ћирило (грч. Κύριλλος, црсл. Кирилъ) (827 — 14. фебруар 869), је био византијски мисионар који је са својим братом Методијем донео писменост и хришћанство Словенима. Био је један од најбољих лингвиста, теолога и учених људи свог доба, савременик Фотија I (858—867, 877—886) и творац првог словенског писма глагољице из које се касније развила нова азбука која је у његову част названа Ћирилица. Око 855. године направио је у Цариграду, азбуку, тако што је грчком алфавиту додао више словенских знакова. Ћирил је затим почео да преводи Јеванђеље и Псалтир, са грчког на словенски језик. Пре мисије међу Словенима, био је као изасланик византијског цара и свог школског друга Михајла III (842—856, самостално 856—867) међу Арапима у Самари на Тигру (око 851) и међу Хазарима заједно са братом.
Током мисије међу Хазарима, браћа су на Криму код Херсона нашли мошти папе Климента I (88/92—98/101), као и јеванђеље и псалтир писане руским словима на готском језику. Током своје мисије међу Словенима у Великоморавској кнежевини кнеза Растислава (842—870), браћа су се нашла на удару германског свештенства које је на том простору ширило хришћанство на латинском језику, због чега су око 867. године били приморани да оду у Рим и траже дозволу за свој рад од папе. На том путу су се зауставили у Панонској кнежевини кнеза Коцеља (861—872), започевши своју мисију и на тим простору. Током боравка у Риму, папа Хадријан II (867—872) им је дао дозволу да наставе богослужење на црквенословенском језику и сам одржао службу на њему у базилици Светог Петра. Константин се у Риму разболео и замонашио у једном грчком манастиру, на гори Олимп, узевши том приликом монашко име Ћирило(грч. Κύριλλος) што значи Господњи. Педесет дана после тога је умро 14.02. 869. године. Заједно са братом је 1980. године проглашен свецем заштитником Европе, а по њему је назван, око 1.505 метара нмв. висок планински врх на острву Ливингстон, које се налази у архипелагу Јужних Шетландских острва на Антарктику. Канонизовале су га обе хришћанске цркве, али га празнују различитим датумима, православна 11. маја, а католичка 14. фебруара.